# Connie Morella
Connie Morella, née Constance Albanese, le 12 février 1931, est une personnalité américaine du Parti républicain qui a représenté le 8e district du Maryland à la Chambre des représentants des États-Unis de 1987 à 2003. 
Elle a également été représentante permanente auprès de l'organisation de coopération et de développement économiques (OCDE) De 2003 à 2007,. 
Elle a été nommée à la American Battle Monuments Commission (ABMC) par le président Barack Obama en 2010.